# Delphacodes aubei
Delphacodes aubei är en insektsart som först beskrevs av Jean Pierre Omer Anne Édouard Perris 1857.  Delphacodes aubei ingår i släktet Delphacodes och familjen sporrstritar. Inga underarter finns listade i Catalogue of Life.